# 中央军委政治工作部联络局
中央军委政治工作部联络局，位于北京市，是中央军事委员会政治工作部下属局，负责联络工作。

## 沿革
1936年5月18日成立中国人民抗日红军西方野战军总指挥部政治部，下设抗日统一战线部，部长李涛。1936年12月7日，中华苏维埃共和国中央政府命令扩大中央革命军事委员会，下设抗日统一战线部，原敌工部并入统战部，统战部部长先后由李涛、周桓兼任。1937年1月至7月，在中华苏维埃人民共和国中央革命军事委员会之下设立了统一战线部，周桓任部长。
1937年8月1日，中共中央组织部《关于改编后党及政治机关的组织的决定》规定：“根据中央关于‘红军中党及政治机关在新阶段组织的决定’之原则”，为适应“进行友军敌军(日伪军)和地方居民的工作”之需要，在政治部(处)主任指导下，改编后团师以上红军下设的政治机关分设民运指导部(股)，专负对外宣传及对居民和友军的工作；设敌军工作部(股)，专负破坏日伪军处置俘虏等工作之责。决定同时规定，连队的组织，必要时可设立民运工作组，在(支)委民运委员会领导下进行地方居民及维持纪录等工作。1937年10月10日中共中央军委决定在延安重新成立军委总政治部，对外使用八路军政治部名义。中央军委总政治部下设组织部、民运指导部、抗日统一战线部、敌军工作科等。其中，民运指导部部长傅钟，抗日统一战线部部长王若飞，敌军工作科科长刘型。1938年11月4日，中央军委总政治部并将抗日统战部改为总政联络部，部长先后由王若飞、谭政兼任。1941年4月23日中央军委发布《军委关于有区别地对待各类国民党军队实现争取多数的方针的指示》，强调要“加强对友军的联络工作及充实联络部门的组织与工作”。
1938年8月3日在太行的八路军前指政治部正式称“八路军野战政治部”，下设民运指导部，部长先后由傅钟、黄镇担任，副部长唐天际；敌军工作部，部长先后由周桓、蔡乾担任；抗日统一战线部，部长袁晓轩等。1938年11月八路军政治部下设的抗日统一战线部改为八路军野战政治部联络部，部长仍由袁晓轩担任。
1945年10月25日中共中央书记处决定，中央军委下设具有统战工作性质的国民党军队工作部，部长王世英，副部长边章五；各中央局、分局的国民党军队工作部与中央军委国民党军队工作部建立工作关系。1947年2月中央军委国民党军队工作部调归中共晋冀鲁豫中央局建制。
1955年6月20日，中央军委总参谋部联络部正式改建为中共中央调查部，划归党务系统，而联络部中的军事情报单位继续保留在中央军委领导下，后来沿革为中国人民解放军总政治部联络部。中国人民解放军总政治部联络部于1955年6月设立。1969年12月撤销，并入中国人民解放军总政治部群众工作部。1975年7月恢复设立中国人民解放军总政治部联络部。
中国人民解放军总政治部联络部曾下设联络处、调研处等机构，并曾派出广州联络局等机构。
2016年在深化国防和军队改革中，中国人民解放军总政治部撤销，成立中央军委政治工作部，下设中央军委政治工作部联络局。

## 职责
2010年修订的《中国人民解放军政治工作条例》第十四条规定：中国人民解放军政治工作的主要内容是：“（十四）联络工作。进行瓦解敌军、联络友军工作。开展对台有关工作。调查研究外军、敌军和民族分裂势力情况。开展心理战工作。”在中国大陆以外的报道中，该局和其名义下的附属机关曾有被指控为情报部门的记录 。

## 历任领导
| 中共中央军委总政治部联络部部长 - 王若飞（1938年11月—1940年） - 谭政（1940年—1942年） 中国人民解放军总政治部联络部部长 - 张梓桢 少将（1957年10月—1967年6月，兼任） - 杨斯德（1975年7月—1985年3月） - 金黎（1985年3月—1990年6月） - 叶选宁 少将（1990年6月—1998年10月） - 梁宏昌 少将（1998年10月—2007年） - ？ 少将（2007年—2011年6月） - 邢运明 少将（2011年6月—2015年） | 中国人民解放军总政治部联络部副部长 - 王兴纲 少将（？—？） - 杨斯德 少将（？—1967年6月） - 张文彤 大校（1964年2月17日—1970年11月，正军职） - 蔡啸（？—？） - 沈辰（？—？） - 叶选宁 少将（1984年—1990年6月） - 曾小东 少将（？—？） - 沈云良 少将（？—？） - 邢运明 少将（？—2011年6月） - 邹征远 少将（？—2015年） - 沈卫平 少将（？—？） - 李晓华 少将（？—？） - 辛旗 少将（？—2016年） |

| 中央军委政治工作部联络局局长 | 中央军委政治工作部联络局副局长 |